# Leverett Glacier
Leverett Glacier är en glaciär i Antarktis. Den ligger i Västantarktis. Inget land gör anspråk på området. Leverett Glacier ligger 790 meter över havet.
Terrängen runt Leverett Glacier är huvudsakligen platt, men österut är den kuperad. Trakten är obefolkad. Det finns inga samhällen i närheten.